# تغطية تحويلية

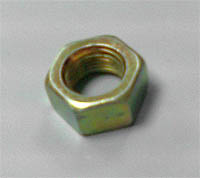
يتغير لون الصمولة المجلفنة بعد الكروم من الفضة إلى الذهب.

التغطية التحويلية هي معالجة كيميائية صناعية أو كيميائية كهربائية تطبق على سطوح الأجزاء المصنعة بشكل يغطيها بالكامل، ويحميها بالتالي من التآكل أو بغرض تهيئتها لإضافة مواد جديدة عليها.
تستخدم عادة أملاح الفلزات لهذا الغرض مثل الزركونات أو التيتانات؛ وكذلك أملاح القصديرات (الستانات)، أو الموليبدات.